# 소드 스트라이크 건담
소드 스트라이크 건담(Sword Strike Gundam)은 스트라이크 건담에 소드 팩을 장착한 건담이다. 조종사는 키라 야마토.

## 특징
기지 난입이나 수중전 등 근접전을 목표로 만든 웨폰팩이다. 근접전 전용이기 때문에, 원거리 공격엔 취약하다.

## 무장
- 슈베르트 게벨 : 소드팩의 주무기로 대검 형태에 빔소드가 장착 되어있으며 군함을 한번에 절단 내는 위력을 가졌다.

- 마이다스 멧사 : 어깨 왼쪽부에 장착된 무기로 부메랑 형태로 공격하는 무기.

- 팬져 아이젠 : 어깨 왼쪽부에 장착된 무기로 블리츠 건담의 그레이플 닐과 같은 형태로 던져서 파괴시킨다.